# Castrul roman de la Sapca verde
Pe teritoriul castrului din locul numit "Sapca verde" (Cluj-Napoca) s-a descoperit o diplomă militară romană din bronz din timpul împăratului Hadrian.